# Coolie

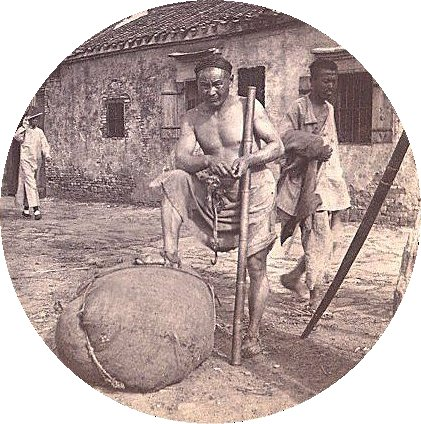
Trabalhador coolie por volta de 1900 em Zhenjiang, na China. A vara de bambu na qual ele se apoia era usada para erguer e carregar o fardo que se encontra a seus pés, apoiando a vara sobre seus ombros e o fardo contra suas costas. À esquerda na imagem, outro homem utiliza esta mesma técnica para erguer uma carga pesada.

Coolie (também grafado cooly, culi, kuli, quli, koelie) é um termo usado historicamente para designar trabalhadores braçais oriundos da Ásia, especialmente da China e da Índia, durante o século XIX e início do século XX. Atualmente, nos países de língua inglesa, o termo é considerado como um apelido pejorativo e racista para as pessoas de ascendência asiática.

## Etimologia
Em 1727 o naturalista alemão Engelbert Kämpfer descreveu coolies como sendo trabalhadores portuários responsáveis por descarregar navios mercantes holandeses em Nagasáqui, no Japão. De acordo com o Oxford English Dictionary a palavra data de meados do século XVII, e remonta ao termo hindi/urdu qulī (क़ुली na primeira, قلی na segunda), que significa "trabalhador(-diário)". Esta forma hindustâni tem uma uvular velar inicial (um som estranho aos índicos que indica claramente sua origem estrangeira. Provavelmente é um empréstimo de uma língua turcomana (através do persa), possivelmente uma redução do árabe ghulam, "servo", "criado". Outras hipóteses apontariam para Kulī, uma tribo natural do Guzerate ou à palavra tâmil kuli (கூலி), "salários" porém tais semelhanças foram indicadas como possíveis coincidências. Outra forma semelhante ao hindi qūlī é o bengali kuli, que também tem a mesma origem do urdu qulī ou kulī, "escravo", possivelmente influenciado pelo turco otomano qul (turco moderno köle), que também significaria "escravo".
A palavra chinesa 苦力 (pinyin: kǔlì) significa literalmente "(uso) amargamente severo (de) força". O termo chinês mais utilizado culturalmente é 咕喱 (pinyin: gū lí).

## Conotação

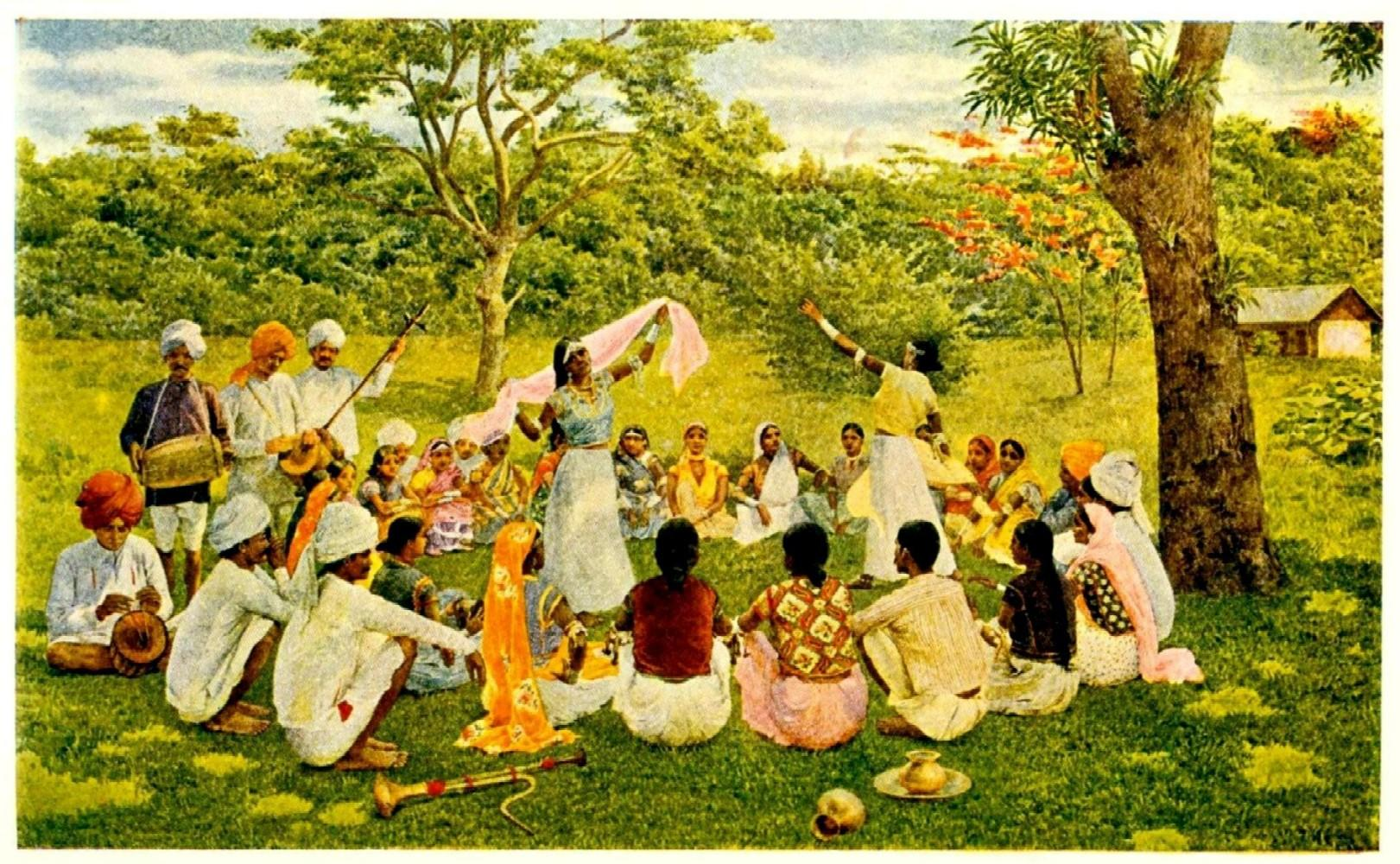
Coolies das Índias Orientais numa fazenda de cacau em Trinidad, por volta de 1903.

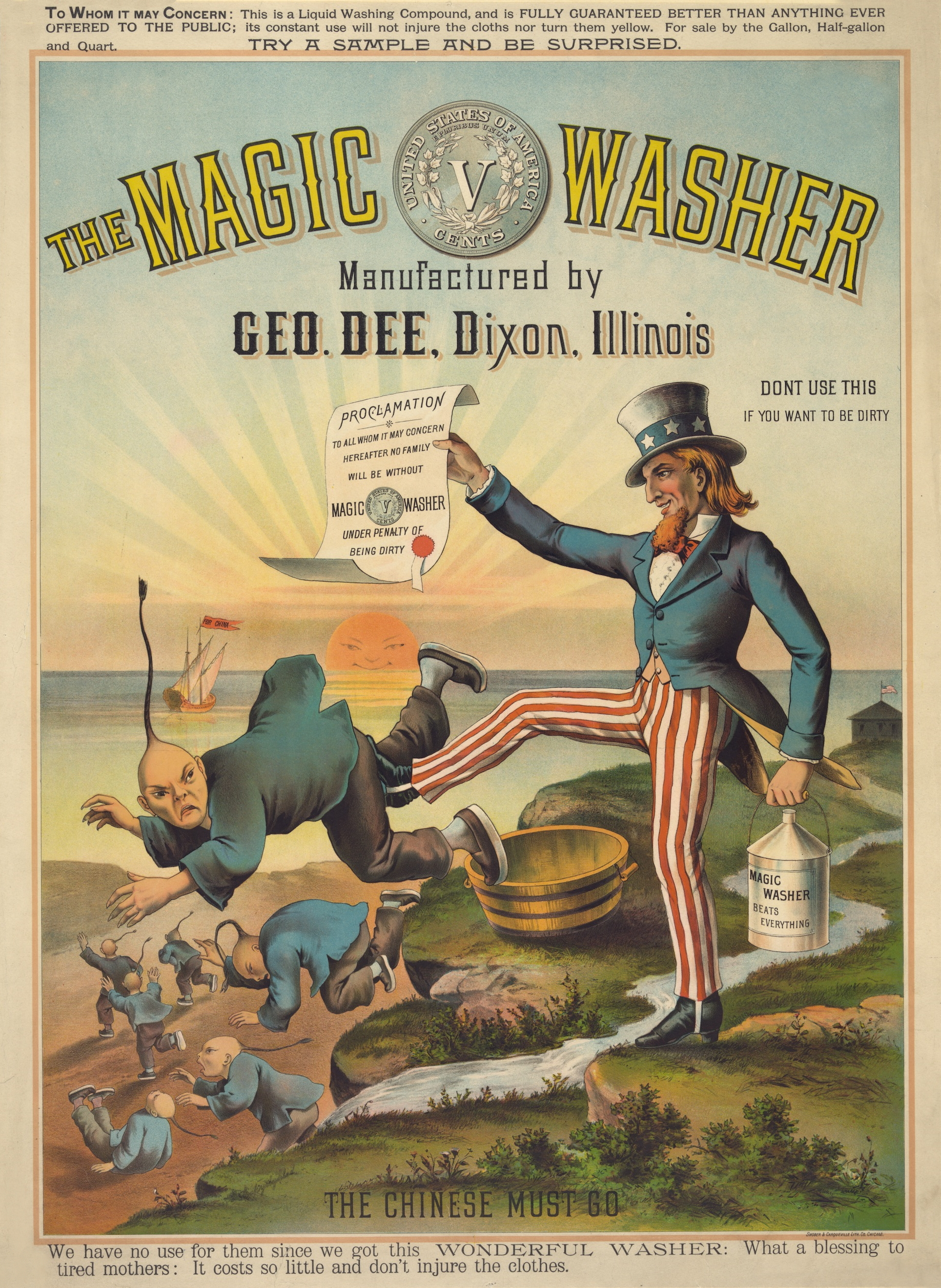
Ilustração dos Estados Unidos feita no século XIX, mostrando uma descrição racista dos chineses, chamados de "o estereótipo coolie".

Quando entrou pela primeira vez para os idiomas ocidentais, coolie era um termo designativo, que descrevia uma classe de trabalhadores de baixo status social, e não um termo pejorativo para se referir a eles. No entanto, após séculos de colonialismo e desigualdade social terem sido associados a esta classe, o termo assumiu todas as características de uma ofensa étnica  aplicada  a pessoas de origem asiática, independentemente de suas profissões ou classe socioeconômica.
Já na década de 1850, em Trinidad, o festival anual de Muharram ou Hosay, que tinha sua origem na Índia, era conhecido como "o Carnaval Coolie". Por todas as ilhas do Caribe, bem como no Sri Lanka, África do Sul, e em outros lugares, a palavra passou a indicar qualquer pessoa de origem ou ascendência indiana.
Da metade para o fim do século XIX nos Estados Unidos, o termo coolie e tudo que estava associado com o "estereótipo coolie" passaram a ser usados para satirizar ou depreciar os imigrantes de origem chinesa, especialmente os donos de lavanderias ou restaurantes.

## História
O termo era usado com trabalhadores da Ásia, especialmente os que eram enviados para as Américas, Oceania e ilhas do Pacífico, bem como à África (especialmente África do Sul e ilhas como Maurício e Reunião). Também era utilizado em áreas da Ásia que estavam sob domínio europeu, como Sri Lanka, Malásia, Xangai e Hong Kong.
A escravidão era bem difundida pelo Império Britânico, porém pressões políticas fizeram com que ela fosse abolida oficialmente pelo Slave Trade Act 1807; em poucas décadas diversas outras nações europeias haviam seguido o exemplo e banido a prática. O sistema de trabalho colonial, no entanto, tanto nas grandes plantações de cana-de-açúcar e algodão quanto em minas e ferrovias, exigia uma mão de obra barata.
Diversos experimentos foram realizados com o uso de trabalhadores malgaxes, japoneses, bretões, portugueses, iemenitas e congoleses, até que se acabasse optando pelos indianos, que foram inicialmente enviados para diversas ilhas no Oceano Índico, leste e sul da África, Fiji, Guiana, Martinica, Trinidad, Jamaica, Granada e Panamá. Com o tempo coolies chineses também foram enviados ao Novo Mundo, inicialmente para trabalhar em poços de guano, no Peru, em plantações de cana em Cuba e na construção das ferrovias nos Estados Unidos e na Colúmbia Britânica (Canadá). O comércio de coolies passou a ser visto como "uma nova forma de escravidão".

### Recrutamento e comércio
Após a abolição da escravatura havia uma grave falta de mão de obra em diversas colônias europeias. Embora os trabalhadores pudessem ser recrutados através de negociações voluntárias, era evidente que fraude e má fé eram práticas comuns e até mesmo sequestros chegavam a ocorrer, na busca por esta  mão de obra barata.
A maior parte da força de trabalho recrutada da Índia era feita para as colônias britânicas, através de "agentes coloniais" que viajavam para lá, onde contratavam os serviços de arkatias ("recrutadores"), que conheciam os locais onde era mais comum encontrar os candidatos para estes trabalhos. Procurava-se uma média de quatro trabalhadoras mulheres para cada dez homens, porém as mulheres eram mais difíceis de serem encontradas - e as alegações de falsas promessas e sequestros parecem plausíveis neste caso. "Depósitos de emigração" foram montados em Calcutá, Madras e Bombaim.
Diversos migrantes vieram voluntariamente, oriundos das camadas mais pobres das populações de Madras, Bengala, Orissa, Uttar Pradesh e Bihar. O sistema ganhou impulso à medida que as políticas britânicas destruíram as indústrias, fazendas e pequenos negócios locais através da taxação e do sistema zamindar. A fome foi um dos grandes responsáveis por este fluxo populacional para fora da Índia por décadas.
Por volta de 1845, com o fim da primeira Guerra do Ópio (1840-1842), um centro para emigração em Shantou organizou uma rede que transportava chineses de Guangdong, Amoy e Macau para as Américas, especialmente para as minas de prata do Peru e as plantações de açúcar de Cuba e outras ilhas das Índias Ocidentais. A maior parte deles teria sido sequestrado da província de Guangdong.
Trabalhadores envidividados da Indochina foram recrutados pela França e enviados a outras colônias francesas.
O comércio dos coolies foi criticado por ser injusto para os trabalhadores e por consistir numa escravidão de facto. Os trabalhadores eram transportados dentro de navios lotados e muitos acabavam morrendo durante as viagens por desnutrição, doenças ou outros tipos de abusos. Motins também eram frequentes durante os trajetos. O navio Dea del Mar, que partiu de Macau para Callao, no Peru, em 1865, levando 550 trabalhadores chineses a bordo, chegou ao Taiti com 162 deles vivos.
Este movimento populacional devido ao trabalho era chamado de comércio, na medida em que recordava o status atribuído aos escravos, considerados uma peça de mobília que podia ser herdada legalmente. Embora os coolies fossem classificados como trabalhadores contratuais, com um contrato de cinco anos, resquícios da escravidão permaneciam em suas relações com os empregadores, e frequentemente havia uma disparidade considerável entre a letra da lei e sua aplicação. Diversos estudiosos do comércio dos coolies relataram condições desumanas, com atos como a flagelação, o abuso sexual e o confinamento restritivo sendo práticas constantes. Diversos destes trabalhadores não conseguiam reconquistar a liberdade depois de servir os cinco anos nas plantações, como estipulavam seus contratos. A mesma situação predominava nas Índias Ocidentais e em Maurício. Ao contrário dos escravos, no entanto, estes trabalhadores importados não podiam ser vendidos ou comprados.

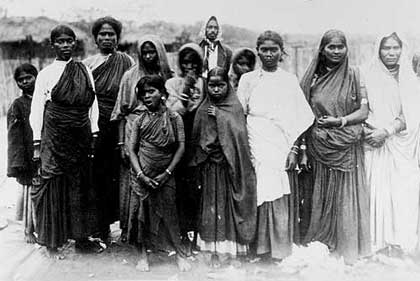
Lavadeiras coolie indianas, na África do Sul do século XIX.

Um número enorme de coolies tâmeis foi enviado ao Sri Lanka pelos britânicos para trabalhar em plantações de chá e café; a prática também serviu para aumentar as populações minoritárias da ilha. Esta foi a segunda onda de migração tâmil para ao Sri Lanka, depois que os tâmeis haviam se instalado em Jaffna para trabalhar para os holandeses nas plantações de tabaco. Esta tática de alteração demográfica foi usada pelos britânicos para controlar a população nativa cingalesa da ilha, que havia se revoltado diversas vezes contra a dominação colonial. O mesmo tipo de colonização foi realizado na Malásia.
Na Índia e na África do Sul, Mahatma Gandhi liderou uma campanha contra este tipo de trabalho contratual. Diversos dos empregados que haviam ido à África acabaram por permanecer lá e se tornar imigrante, o que causou problemas sociais, especialmente na África. A província de Natal da União da África do Sul e o Quênia estavam particularmente repletos destes imigrantes. No Transvaal, com o fim da Segunda Guerra Bôer, a falta de mão de obra nativa africana nas minas do Rand levou à promulgação de um decreto em fevereiro de 1904 solicitando a importação de trabalhadores chineses. A população bôer no Transvall se opôs ferozmente a este decreto, alegando que ele introduziria um fator novo às tensões já sérias do país; a questão também foi responsável pela vitória do Partido Liberal nas eleições gerais do Reino Unido de 1906, altura em que mais de 50.000 trabalhadores asiáticos já tinham sido importados.
A decisão de pôr um fim a este tipo de servidão contratual afetou primeiro Natal e Maurício, em 1910; as outras regiões começaram a sentir os efeitos em 1917.

### Nas Américas

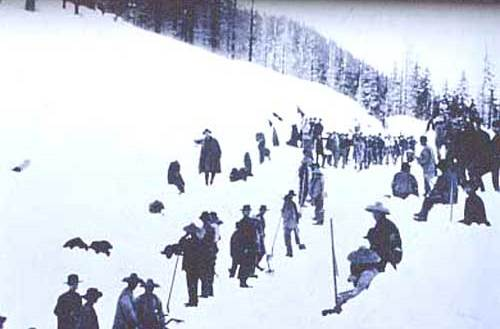
Trabalhadores chineses constroem a Ferrovia Transcontinental, nos EUA.

A imigração chinesa para os Estados Unidos foi quase totalmente voluntária, porém as condições sociais e de trabalho ainda eram duras:
Em 1868, o Tratado de Burlingame aboliu a antiga lei de proibição do governo chinês e inundou o país com migrantes chineses. Porém, apenas uma década mais tarde, a economia americana entrou em declínio e os trabalhadores chineses foram contratados para ocupar o lugar dos trabalhadores brancos quando estes entraram em greve. Durante estes anos de desemprego e de  depressão econômica, o sentimento antichinês cresceu no país, incitado por demagogos como Dennis Kearney, de São Francisco, que pregava diante de multidões que "para um americano, a morte é preferível a estar em pé de igualdade com o chinês."
Embora a mão de obra chinesa tenha contribuído para a construção da Ferrovia Transcontinental, nos Estados Unidos, e da Ferrovia Canadense do Pacífico, no oeste do Canadá, a vinda de chineses foi desencorajada após o fim destas obras. A Lei Anti-Coolie de 1962, da Califórnia, e a Lei de Exclusão dos Chineses de 1882 contribuíram para a opressão dos trabalhadores chineses do país.
Apesar das tentativas de se restringir o influxo de mão de obra barata da China, a partir da década de 1870 trabalhadores chineses desempenharam um papel indispensável na construção de uma vasta rede de diques no Delta do Rio Sacramento-São Joaquim. Estes diques permitiram o uso de milhares de acres de terras férteis para a produção agricultural.
De acordo com a Constituição do Estado da Califórnia (1879):
A presença de estrangeiros que não podem se tornar cidadãos dos Estados Unidos é declarada como perigosa ao bem-estar do Estado e a Legislatura deverá desencorajar sua imigração por todos os meios em seu poder. O coolieísmo asiático é uma forma de escravidão humana e, como tal, está proibida para sempre neste Estado - e todos os contratos envolvendo trabalho de coolies deverá ser anulado. Todas as companhias e corporações, sejam elas formadas neste país ou em qualquer país estrangeiro, destinadas a importação de tal tipo de mão de obra, estará sujeita às penas prescritas por esta Legislatura.
Trabalhadores chineses contratados também trabalharam nas plantações de cana-de-açúcar de Cuba muito tempo depois da abolição da escravidão naquele país, ocorrida em 1884. Diversos estudiosos discutem se os coolies chineses de Cuba deveriam ser chamados de "escravos"; muitos, como Juan Pastrana e Juan Perez de la Riva, enfatizaram as condições horrendas de vida dos trabalhadores chineses no país, e afirmam categoricamente que eram escravos em tudo, menos no nome. Antes da Revolução Cubana de 1959, Havana tinha o maior bairro chinês da América Latina.
Na América do Sul, trabalhadores contratados chineses trabalharam nas minas de prata do Peru e nas indústrias costeiras (guano, açúcar e algodão), do início da década de 1850 a meados da década de 1870; cerca de 100.000 indivíduos imigraram para estes serviços. Participaram da Guerra do Pacífico, saqueando e incendiando as haciendas onde trabalharam, logo após a conquista de Lima pelo exército chileno em janeiro de 1880.
Entre 1836 e 1917 pelo menos "238.000 indianos foram introduzidos [na] Guiana Britânica, 145.000 em Trinidad, 21.500 na Jamaica, 39.000 em Guadalupe, 34.000 no Suriname, 1.550 em Santa Lúcia, 1.820 em São Vicente e Granadinas e 2.570 em Granada. Em 1859 existiam 6.748 em Martinica." Embora estas estatísticas sejam incompletas, elas seriam "suficientes para mostrar uma introdução total de quase meio milhões de indianos no Caribe".
Enquanto a escravidão dos negros foi abolida em 1848, em Guadalupe e no restante das Índias Ocidentais francesas coolies continuaram a ser importados de 1854 a 1889, e só receberam a cidadania francesa em 1923, como resultado de uma disputa de nove anos nos tribunais locais entre Henry Sidambarom [fr] e o governo francês.
Outro homem que se notabilizou por defender a causa dos coolies foi Adolph von Plevitz, que denunciou os tratamentos desumanos infligidos sobre os trabalhadores nas ilhas Maurício.